# پل کارر
پل کارر (به فرانسوی: Paul Karrer) ‏ (۲۱ آوریل ۱۸۸۹ – ۱۸ ژوئن ۱۹۷۱) شیمیدان سوئیسی بود که در سال ۱۹۳۷ برای کارهایش بر روی کاروتنوئیدها، فلاوین‌ها و ویتامین‌های آ و ب۲ موفق به دریافت جایزه نوبل شیمی شد.